# غبطة
الغِبْطَةُ هي: أن يتمنى المرء مثل ما للمغبوط من النعمة من غير أن يتمنى زوالها عنه.

## تعريف الغبطة
الغبطة هي: «أن يتمنى المرء مثل ما للمغبوط من النعمة من غير أن يتمنى زوالها عنه». وهي ضد الحسد، وقد تستعمل بمعنى: الحسد غير المذموم، لكونها تشترك مع الحسد في كون كل منهما لهما معنى التمني المتعلق بنعمة الغير، لكنها تختلف عنه في بعض الوجوه، فالحسد تمني زوال النعمة عن الغير، وأما الغبطة؛ فهي تمني الشخص أن يكون له مثل ما لغيره من النعمة، من غير أن يتمنى زوالها عنه. فمن المعلوم أن الناس متفاوتون في النعم، من المال والعلم والمكانة وغيرها، فمن رأى من هو أعلى أو أوسع منه في النعمة، وتمنى أن يكون له مثله من غير تمني زوالها عنه فهذا هو معنى «الغبطة».

قال القرافي: «والغبطة : "تمني حصول مثل نعمة الغير لنفسك، من غير تعرض لطلب زوالها عن صاحبها بل تشتهي مثلها لنفسك مع بقائها لذويها" وقد تخص باسم المنافسة. وقد يعبر عنها بلفظ الحسد كما في قوله ﷺ : "لا حسد إلا في اثنتين رجل آتاه الله القرآن فهو يقوم به آناء الليل وأطراف النهار ورجل آتاه الله تعالى مالا فهو ينفقه آناء الليل وأطراف النهار" أي : لا غبطة إلا في هاتين، على وجه المبالغة».
ويقال عند رؤية النعمة: (ماشاء الله) أو (الله يزيدك ويعطيني).
وكلمة (غبطة) لا تدل أنها صفة سيئة، فقد تكون صفة حسنة.

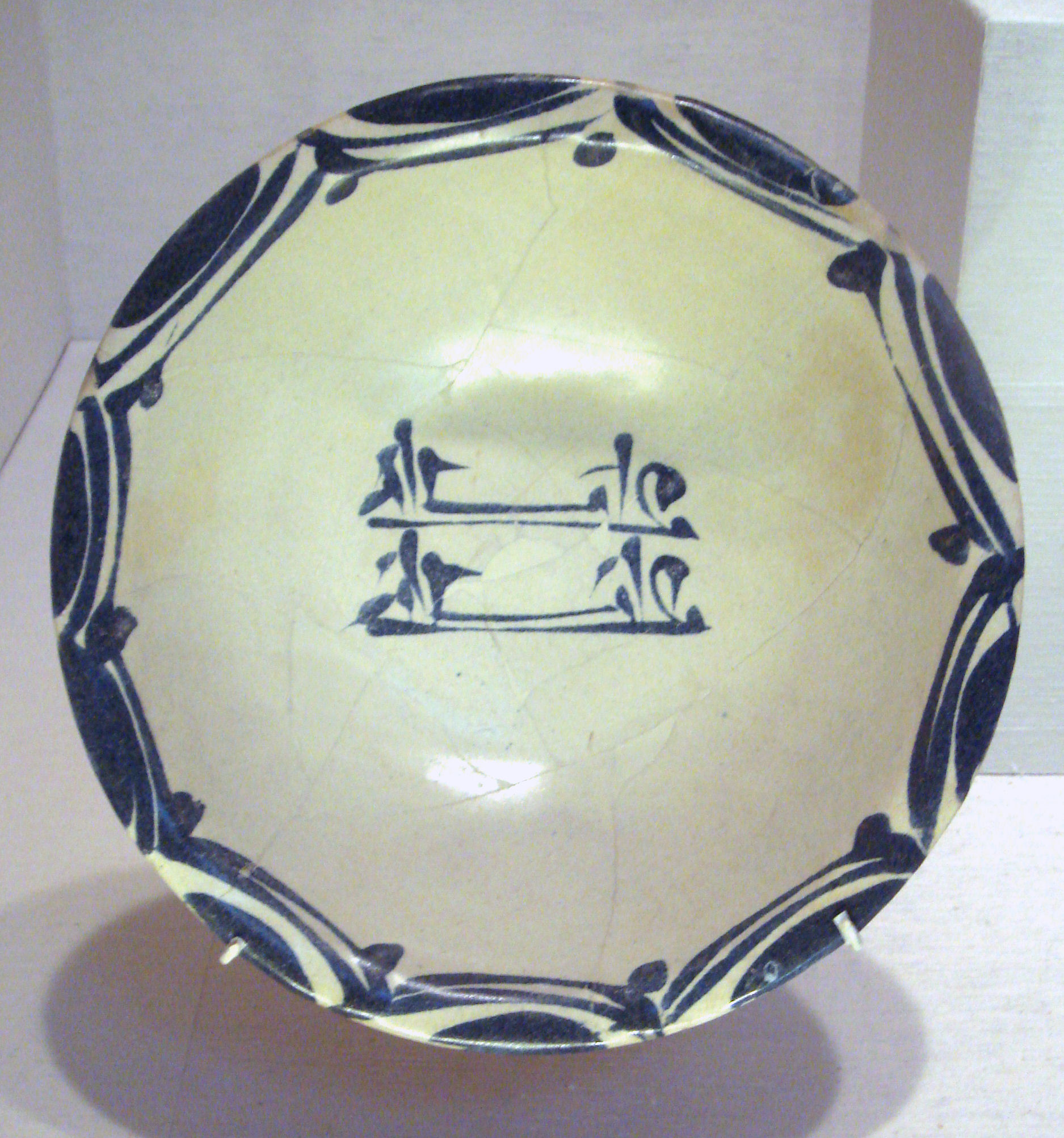
صحن من الخزف العراقي مكتوب عليه كلمة «غبطة» بالخط الكوفي القديم.

## تقسيم الغبطة
تكون الغبطة صفة محمودة في أبواب الخير، ومذمومة في النعم الدنيوية، وتكون مذمومة فيها من وجوه، منها: أنها قد تؤدي إلى الحسد، أو ازدراء النعمة، ومنها: أن التمني وحده لا يكفي لحصول النعمة، بل هو من علامات العجز، فالمطالب لا تنال بالتمني، وتحتاج إلى السعي وبذل المجهود، والأخذ بالأسباب في تحصيلها. وتكون الغبطة محمودة في فعل الخير والعمل الصالح.
قال القرافي:
«وليست الغبطة والمنافسة بحرام أي لعدم تعلقها بمفسدة البتة بل هي إما واجبة، وإما مندوبة، وإما مباحة قال تعالى ﴿وفي ذلك فليتنافس المتنافسون﴾ وقال تعالى : ﴿سابقوا إلى مغفرة من ربكم﴾ والمسابقة تقتضي خوف الفوت فالواجبة تكون في النعم الدينية الواجبة كنعمة الإيمان والصلاة المكتوبة والزكاة، فيجب أن تحب أن تكون مثل القائم بذلك، وإلا كنت راضيا بالمعصية، والرضا بها حرام والمندوبة تكون في الفضائل والعلوم وإنفاق الأموال في الميراث.

والمباحة تكون في النعم المباحة كالنكاح، والمنافسة في المباحات لا يترتب عليها إثم لكنها تنقص من الفضائل، وتناقض الزهد والرضا بالمقضي والتوكل، وتحجب عن المقامات الرفيعة».

## أدلة من السنة النبوية
«عن عبد الله بن عمر رضي الله عنهما قال: سمعت رسول الله ﷺ يقول: "لا حسد إلا على اثنتين رجل آتاه الله الكتاب وقام به آناء الليل ورجل أعطاه الله مالا فهو يتصدق به آناء الليل والنهار"».
قال ابن حجر في تفسير الغبطة:
«والفرق بينها وبين الحسد، وأن الحسد في الحديث أطلق عليها مجازا، قوله : "لا حسد" أي لا رخصة في الحسد إلا في خصلتين، أو لا يحسن الحسد إن حسن، أو أطلق الحسد مبالغة في الحث على تحصيل الخصلتين كأنه قيل لو لم يحصلا إلا بالطريق المذموم لكان ما فيهما من الفضل حاملا على الإقدام على تحصيلهما به فكيف والطريق المحمود يمكن تحصيلهما به، وهو من جنس قوله تعالى : ﴿فاستبقوا الخيرات﴾ فإن حقيقة السبق أن يتقدم على غيره في المطلوب».

وفي رواية:
«لا حسد إلا في اثنتين : رجل أتاه الله مالا فسلطه على هلكته في الحق، ورجل أتاه الله الحكمة فهو يقضي بها ويعلمها».
«عن النبي ﷺ قال : "لا حسد إلا في اثنتين رجل آتاه الله القرآن فهو يقوم به آناء الليل وآناء النهار ورجل آتاه الله مالا فهو ينفقه آناء الليل وآناء النهار».

قال النووي:
«الحسد قسمان : حقيقي ومجازي. فالحقيقي : تمني زوال النعمة عن صاحبها، وهذا حرام بإجماع الأمة مع النصوص الصحيحة. وأما المجازي ؛ فهو الغبطة وهو أن يتمنى مثل النعمة التي على غيره من غير زوالها عن صاحبها، فإن كانت من أمور الدنيا كانت مباحة، وإن كانت طاعة فهي مستحبة والمراد بالحديث لا غبطة محبوبة إلا في هاتين الخصلتين وما في معناهما».
«عن أبي هريرة رضي الله عنه أن رسول الله ﷺ قال : "لا حسد إلا في اثنتين : رجل علمه الله القرآن فهو يتلوه آناء الليل وآناء النهار فسمعه جار له فقال : ليتني أوتيت مثل ما أوتي فلان فعملت مثل ما يعمل، ورجل أتاه الله مالاً فهو يهلكه بالحق فقال رجل ليتني أوتيت مثل ما أوتي فلان فعملت مثل ما يعمل"».